# ريتشل شيرمان (مؤرخة)
ريتشل شيرمان (بالإنجليزية: Rachel Sherman)‏ هي عالمة اجتماع ومؤرخة أمريكية، ولدت في 6 يوليو 1970.